# NGC 7591
NGC 7591 is een balkspiraalstelsel in het sterrenbeeld Vissen. Het hemelobject werd op 14 augustus 1864 ontdekt door de Duitse astronoom Albert Marth.

## Synoniemen
- UGC 12486
- MCG 1-59-38
- ZWG 406.53
- IRAS 23157+0618
- PGC 70996